# Rémi Chayé
Rémi Chayé, né en 1968 à Poitiers en France, est un réalisateur et animateur français.
Son premier long métrage, Tout en haut du monde (2015), a été nommé par trois fois au Festival du film francophone d'Angoulême et au Festival international du film d'animation d'Annecy, où il a obtenu le prix du public lors de ce festival. Son second film, Calamity, une enfance de Martha Jane Cannary (2020), est récompensé du Cristal d'or à Annecy.

## Filmographie
Sauf indication contraire, les informations mentionnées dans cette section peuvent être confirmées par les bases de données cinématographiques IMDb et Allociné,  présentes dans la section « Liens externes ».

### Réalisateur
- 2004 : Le Cheval Rouge (court métrage)
- 2005 : Grand-Père (court métrage)
- 2006 : Eaux fortes (court métrage)
- 2015 : Tout en haut du monde
- 2020 : Calamity, une enfance de Martha Jane Cannary

### Scénariste
- 2020 : Calamity, une enfance de Martha Jane Cannary de lui-même

### Directeur Artistique
- 2020 : Calamity, une enfance de Martha Jane Cannary de lui-même

### Assistant réalisateur
- 2009 : Brendan et le Secret de Kells (The Secret of Kells) de Tomm Moore et Nora Twomey
- 2011 : Le Tableau de Jean-François Laguionie

### Département animation
- 2004 : L'Île de Black Mór de Jean-François Laguionie (artiste layout)
- 2007 : La Clé (court métrage) de Bénédicte Galup (superviseur animation)
- 2009 : Brendan et le Secret de Kells (The Secret of Kells) de Tomm Moore et Nora Twomey (responsable du layout : Cartoon Saloon, storyboard)
- 2009 : Kérity, la maison des contes de Dominique Monfery (storyboard)
- 2011 : Le Tableau de Jean-François Laguionie (artiste layout 2d, art graphic designer)

### Storyboarder
- 2015 : Pourquoi j'ai pas mangé mon père de Jamel Debbouze
- 2020 : Calamity, une enfance de Martha Jane Cannary de lui-même

### Autres
- 2020 : Calamity, une enfance de Martha Jane Cannary de lui-même - scénariste et directeur artistique

## Distinctions
- Prix de la Fondation Gan pour le Cinéma 2013 : prix spécial pour Tout en haut du monde
- Prix du Public au Festival International du Film d'Animation d'Annecy 2015 : prix du Public pour Tout en haut du monde
- Cristal d'Or au Festival International du Film d'Animation d'Annecy 2020 pour Calamity, une enfance de Martha Jane Cannary